# Горка (Доможировское сельское поселение, у деревни Новинка)
Горка — деревня в Доможировском сельском поселении Лодейнопольского района Ленинградской области.

## История
Деревня Горка упоминается на плане западной части Лодейнопольского уезда 1818 года.

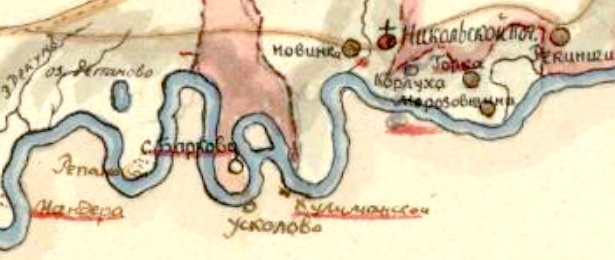
Деревня Горка на плане 1818 года

Как деревня Горки она обозначена на карте Санкт-Петербургской губернии Ф. Ф. Шуберта 1844 года.

ГОРКА — деревня близ реки Ояти, число дворов — 9, число жителей: 34 м. п., 30 ж. п.  (1879 год)

Сборник Центрального статистического комитета описывал её так:

ГОРКА — деревня бывшая владельческая при реке Ояти, дворов — 9, жителей — 48; волостное правление. (1885 год)

Деревня была административным центром Горской волости Лодейнопольского уезда Олонецкой губернии.

ГОРКА — деревня при реке Ояти, население крестьянское: домов — 21, семей — 19, мужчин — 53, женщин — 51, всего — 104; некрестьянское: нет; лошадей — 18, коров — 30, прочего — 25 . (1905 год)

В конце XIX — начале XX века деревня административно относилась к Заостровской волости 1-го стана Лодейнопольского уезда Олонецкой губернии.
С 1917 по 1922 год деревня входила в состав Рекинского сельсовета Заостровской волости Лодейнопольского уезда Олонецкой губернииа.
С 1922 года в составе Ленинградской губернии.
С февраля 1927 года в составе Луначарской волости. С августа 1927 года в составе Пашского района. В  1927 году население деревни составляло 145 человек.
Согласно карте Ленинградской области Северо-западного аэрогеодезического треста ГГУ издания 1932 года деревня насчитывала 16 крестьянских дворов.
По данным 1933 года деревня Горка входила в состав Рекинского сельсовета Пашского района.

Деревня Горка на карте РККА 1940 года

С 1955 года в составе Новоладожского района.
В 1958 году население деревни составляло 26 человек.
С 1960 года в составе Доможировского сельсовета.
С 1963 года в составе Волховского района.
По данным 1966 и 1973 годов деревня Горка также входила в состав Доможировского сельсовета Волховского района.
По данным 1990 года деревня Горка входила в состав Доможировского сельсовета Лодейнопольского района.
В 1997 году в деревне Горка Доможировской волости проживали 9 человек, в 2002 году — 11 человек (русские — 91 %).
С 1 января 2006 года в составе Вахновакарского сельского поселения.
В 2007 году в деревне Горка Вахновокарского СП проживали 4 человека, в 2010 году — также 4.
С 2012 года в составе Доможировского сельского поселения.

## География
Деревня расположена в западной части района к северу от автодороги 41К-016 (Станция Оять — Плотично).
Расстояние до административного центра поселения — 10 км.
Расстояние до ближайшей железнодорожной станции Оять-Волховстроевский — 7 км.
Деревня находится на правом берегу реки Оять.

## Демография
| 1879 | 1885 | 1905 | 1927 | 1958 | 1997 | 2007 |
| ---- | ---- | ---- | ---- | ---- | ---- | ---- |
| 64   | ↘48  | ↗104 | ↗145 | ↘26  | ↘9   | ↘4   |
| 2010 | 2014 | 2017 |      |      |      |      |
| →4   | →4   | →4   |      |      |      |      |

### Национальный состав
Согласно данным Всероссийской переписи населения 2021 года в деревне проживали 11 человек, все русские.

## Инфраструктура
По данным администрации Доможировского сельского поселения:
- на 1 января 2014 года в деревне было зарегистрировано 3 домохозяйства и 10 жителей[21].
- на 1 января 2021 года в деревне зарегистрировано 2 домохозяйства и 3 жителя[22].